# Chazaciel
Chazaciel (em aramaico: זיקיאל, em grego clássico: Εζεκιήλ; romaniz.: Ezekiél), também chamado de Ezeqeel, foi o oitavo vigia dos 20 líderes de anjos caídos, cada qual com 200 anjos sob seu comando, que são mencionados no apócrifo Livro de Enoque. Michael Knibb traduz seu nome como "meteoro do Senhor". Chazaciel é mencionado como sendo o anjo que teria ensinado aos humanos o conhecimento das nuvens (meteorologia) ou adivinhação, com base na observação do céu.

## Contexto
No Livro de Enoque, os vigias (em aramaico: עִירִין; romaniz.: iyrin) são anjos enviados à terra para vigiar os humanos. Eles logo começam a desejar as mulheres humanas e, sob a instigação de seu líder Samyaza, rebelam-se para instruir a humanidade de maneira ilícita e procriar entre eles, chegando a uma montanha chamada Hermon. A descendência dessas uniões são os gigantes, que agem de forma violenta contra a humanidade. Em outra narrativa, o líder dos vigias é Asael. Os vigias ensinaram aos humanos conhecimentos proibidos de artes, como astrologia e adivinhação e de tecnologias, como armamentos e cosméticos. Chazaciel é listado como um desses vigias, responsável por ensinar adivinhação à humanidade.